# Opistharsostethus walkeri
Opistharsostethus walkeri är en insektsart som beskrevs av Metcalf 1955. Opistharsostethus walkeri ingår i släktet Opistharsostethus och familjen spottstritar. Inga underarter finns listade i Catalogue of Life.